# Piscada

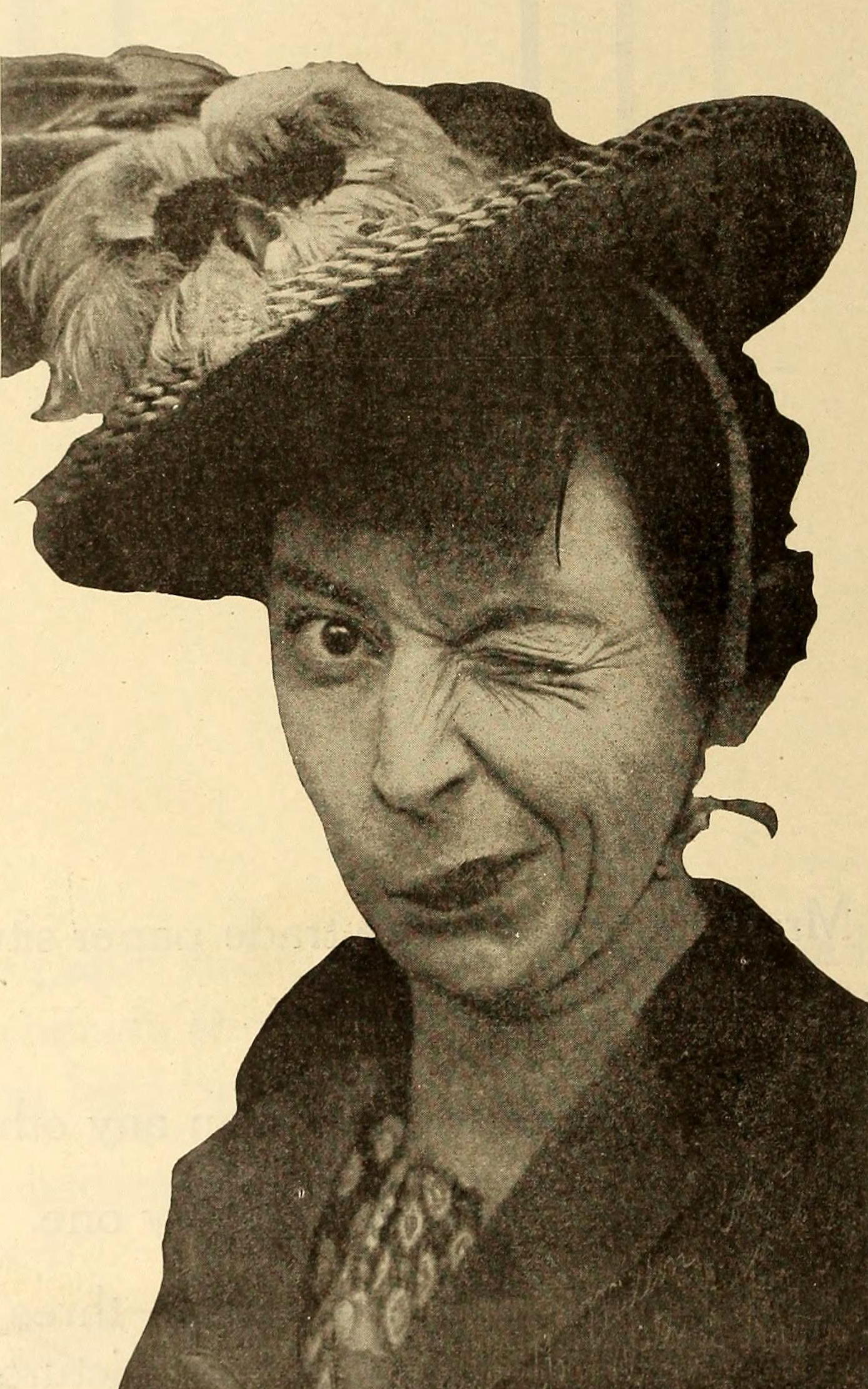
Gale Henry, 1919

Uma piscada de olhos, ou piscadela é uma expressão facial caracterizada pelo fechar e abrir de um ou os dois olhos, rapidamente. A piscadela é um modo informal de comunicação não-verbal geralmente sinalizando uma ação amistosa, um concordamento ou um flerte com conotação sensual.
A única piscada é geralmente um gesto amistoso que implica um grau de solidariedade e/ou intimidade. já um uso típico de um piscar é de, discretamente, enviar uma mensagem a alguém que não esta se ligando em alguma coisa. Por exemplo, enquanto uma pessoa está mentindo para a pessoa B ou deliberadamente esta a provocá-la, ele pode piscar para pessoa C como um meio de indicar o fato colocadao é uma mentira, ou uma brincadeira. Alternativamente, a pessoa que percebe a brincadeira, pisca de volta. Também é possível para uma pessoa usar piscadela, a fim de implicar secretamente a pessoa B que as palavras ou ações de um terceiro não deve ser levado a sério (por exemplo, porque o terceiro está brincando ou mentindo).
Em algumas culturas, muitas vezes a piscadela significa um interesse sexual ou sensual, ou de maneira graciosa, durante o contato visual momentâneo. Isso é muitas vezes seguido de um sorriso, e, geralmente, um sorriso do receptor, se for aceite/aprovado. Um sorriso do receptor às vezes, mas nem sempre indica interesse no emissor.

## Diferenças específicas culturais

### Ocidente e América do Sul
Como explicado acima, piscadelas na cultura ocidental pode ser usado como uma maneira de deixar alguém saber que o amissor ou alguma outra pessoa está brincando ou mentindo (por exemplo, uma mãe diz a seu filho uma história sobre uma princesa de fadas, e então ela pisca para irmão mais velho da criança, o irmão sabe, assim, a mãe está mentindo somente para para o filho mais novo). Ele também pode ser usado para comunicar intenções sexuais, desde flerte a um convite explícito.

### América Latina
Em algumas culturas latino-americanas, piscando também pode ser um convite romântico ou sexual.

### Ásia
Na China, e segundo informações, até certo ponto, na Índia, piscadelas podem ser vistas como um gesto ofensivo.
No entanto, piscando no subcontinente indiano, muitas vezes tem conotações semelhantes como no Ocidente. Ele pode ser usado para sinalizar uma piada, um gesto malicioso compartilhado entre duas pessoas em privado, sem o conhecimento daqueles ao seu redor, como em uma reunião social. Ele também pode ser um impertinente "venha" por uma menina para um menino ou vice-versa.
Quando Frederick Spencer Chapman estava treinando guerrilheiros chineses na Malásia para atirar com rifles, ele percebeu que uma grande parte deles eram capazes de fechar apenas um olho de cada vez.

### África
Em alguns países da África Ocidental, piscar é uma sinalização significa solicitar as crianças a sair da sala, especialmente quando há um convidado, ou outro adulto que venha conversar. É considerado rude para as crianças a ficar em uma sala onde os adultos ou idosos querem ter uma conversa, e assim piscando é usado como uma forma mais discreta para contar às crianças a sair da sala.

## Piscadela involuntária
Algumas pessoas, especialmente crianças e adolescentes, têm o hábito de piscar involuntariamente os olhos em condições de stress, muitas vezes nem se apercebendo do movimento. Tal é considerado como sintoma do síndroma de Tourette.